# Абісар
Абісар (грец. Αβισαρες) — володар гірських індійців, що жили в південно-західній частині сучасного Кашміру.
Александр зробив його владу спадковою. Помер близько 325 року до нашої ери.